# Dorothea von Schlegel
Dorothea Von Schlegel (rojena kot Brendel Mendelssohna), nemška literarna kritičarka, prevajalka in pisateljica, * 24. oktober 1764, Berlin, † 3. avgust 1839, Frankfurt ob Majni.
Dorothea je bila od rojstva do smrti obkrožena s talentiranimi ljudmi nemške in avstrijske romantike. Kritiki, literati, teoretiki, pesniki in filozofi, Dorothea je vedno bila skupen člen med vsemi, ki so kaj pomenili v svetu umetnosti v tistem času in prostoru. 
Sama se ni toliko udejstvovala v sami umetnosti, poleg ene novele, je pa, ko je morala, tudi sama poprijela za pero in prepisovala ali lektorirala različne članke in novele, ampak so skoraj vse ohranjene le v nemškem jeziku.   

## Življenje
Rodila se je kot najstarejša hčerka Mosesu Mendelssohnu, vodilnemu filozofu v nemškem razsvetljenstvu. Že v otroštvu naj bi bila deležna visoke izobrazbe zaradi njenega očeta in mame Fromet. Zaradi zgodnje izpostavljenosti tuji literaturi in nezanimanju za stare obrede je v svoji adolescenci dostikrat prišla v spor z mamo.   
V najstniških letih so se s prijateljicami npr. Jeanette Ephraim, Henriette Herz in Rahel Levin navduševale predvsem nad nemško avant-garde literaturo.   
Pri osemnajstih letih se je poročila s Simonom Veitom, bankirjem in trgovcem, ki je takrat bil osemindvajset. Bila je dogovorjena poroka med obema družinama in obema je dogovor zelo ustrezal. Veit je bila dokaj vplivna družina v takratnem Berlinu, Mendelssohn pa čeprav brez bogastva, je bila zelo prestižna v intelektualnem pogledu.   
Obema sta očeta umrla v prvih treh letih zakona, zato tudi nista ustvarila širše družine. Imela sta štiri sinove, od katerih sta samo dva preživela, Jonas in Philipp.   
V petnajstih letih zakona, najbolj med 1780-imi in 1790-imi je bila zelo aktivna v Berlinski dinamični salonski sub-kulturi in celo imela svoj bralni klub. Skupaj z Wilhelmom  in Alexandrom von Humboldt je tudi ustanovila skrivni klub imenovan Tugendbund. Po letu 1794 se je začela klicati Dorothea.   
Leta 1797, pri 33-ih letih je spoznala Friedricha Schliegela, starega 25 let. Bil je pisatelj in se uveljavil tudi kot lateralni kritik in teoretik. Zaljubila sta se in postala ljubimca, kar jo je pripeljalo do ločitve z možem, Simonom Veitom 11. januarja 1799. On je dobil skrbništvo nad starejšim sinom Jonasom, ona pa nad mlajšim Philipom, ki je takrat imel 6 let.   
Po ločitvi s svojim judovskim možem je izgubila veliko. Dobila je prepoved živeti v Berlinu, izgubila stike s svojimi brati in sestrami in čisto prekinila vse odnose z mamo. Izgubila je tudi veliko krščanskih prijateljev, čemur je tudi pripomoglo Friedrichovo delo Lucinda, ki je bilo preveč seksualno celo za njej krog, drugače liberalnih prijateljev.   
Leta 1799 se je Dorothea s Friedrichom in Phillipom preselila v Jeno. Friedrich je poučeval na Jenski univerzi, živeli pa so pri Friedrichovem bratu Augustu, ki je poučeval na isti šoli in njegovi ženi Caroline. To je bilo živahno okolje, kjer so se zbirali romantični intelektualci. Pogovarjali so se o ljubezni, literaturi in politiki, dokler se nista Caroline in Dorothea sprli, kar je pokvarilo dinamiko celotne družbe. V tem času je Dorothea izdala tudi svoj edini roman z naslovom Florentin.  
1802 so se preselili v Pariz, z upanjem, da bi poiskali intelektualno izpolnitev in bolj stabilen prihodek. Slednjega ni bilo, zato je morala tudi Dorothea urejati dele srednjeveških francoskih spisov, vse pod moževim imenom. 1803 se je njen odnos z rodno družino se poslabšal in tudi po mamini smrti ni nič nasledila od svojih staršev, najbolj zaradi zamere do Dorotejine zavrnitve judovskega življenja. 6. aprila 1804 sta z možem postala protestanta in se poročila.   
Phillip, Dorothea in Friedrich so se preselili v Köln, kar so bila Dorotejina najbolj osamljena leta. Phillip se je preselil k očetu, Friedrich pa je ni več ljubil in je tudi potoval veliko. V upanju, da bo lažje dobil službo sta se oba krstila kot katolika 16. aprila 1808.   
Dve leti kasneje se preselita na Dunaj, kjer Friedrich končno najde stabilno službo v Avstrijski državni službi. Znova se je družila tudi s svojo staro prijateljico Fanny von Arnstein, ki je gostila razkošen salon na Dunaju in se je kljub temu, da je bila judinja družila s Dunajskim plemstvom. Na kocu 1810-ih je tudi živela dve leti v Rimu in se 1820 vrnila na Dunaj, kjer sta živela do Friedrichove smrti leta 1829. Do svoje smrti je živela v Frankfurtu pri sinu Phillipu in njegovi družini. Umrla je pri 74-ih, 3. avgusta 1839.   
Hotela se je tudi pobotati s svojo prejšnjo družino in možem, kar ji je malo tudi uspelo. Simona je pred njegovo smrtjo leta 1819 prosila odpuščanja in se po Friedrichovi smrti, ki je pustil bolj dolgove kot bogastvo pobotala tudi s svojimi brati, ki so jo dokaj radodarno financirali.   

## Dela
- Florentin. Urednik: Friedrich Schlegel. Lübeck and Leipzig: 1801.

Njeni prevodi:  
- Geschichte der Jungfrau von Orleans (Zgodba o Orleanski služkinji). (1802). Berlin: J.D. Sander
- Autobiographie der Margaretha von Valois (Avtobiografija Margarete iz Valoisa). (1803). Leipzig.
- Geschichte des Zauberers Merlin (Zgodovina čarovnika Merlina). (1804). Leipzig.
- Gespräch über die neueren Romane der Französinnen (Pogovor o novejših romanih Francozinj). (1803). V: Europa (revija, urednik Friedrich Schlegel).